# Curium-242
Curium-242 of 242Cm is een instabiele radioactieve isotoop van curium, een actinide en transuraan element. De isotoop komt van nature niet op Aarde voor. Het werd voor het eerst aangemaakt in 1944 en was daarmee de eerste synthetische radio-isotoop van curium.
Curium-242 kan ontstaan door radioactief verval van americium-242, berkelium-242 of californium-246.
{\displaystyle {\ce {{^{242}_{95}Am}->{^{242}_{96}Cm}+{e^{-}}+{\bar {\nu }}_{e}}}}
{\displaystyle {\ce {{^{242}_{97}Bk}->{^{242}_{96}Cm}+{e^{+}}+{\nu }_{e}}}}
{\displaystyle {\ce {{^{246}_{98}Cf}->{^{242}_{96}Cm}+\,_{2}^{4}\alpha }}}

## Radioactief verval
Curium-242 vervalt hoofdzakelijk onder uitzending van alfastraling tot de radio-isotoop plutonium-238:
{\displaystyle {\ce {{^{242}_{96}Cm}->{^{238}_{94}Pu}+\,_{2}^{4}\alpha }}}
De halveringstijd bedraagt 162,847 dagen.

## Toepassingen
Curium-242 wordt gebruikt als brandstof in sommige thermo-elektrische radio-isotopengeneratoren (RTG).
231Cm · 232Cm · 233Cm · 234Cm · 235Cm · 236Cm · 237Cm · 238Cm · 239Cm · 240Cm · 241Cm · 242Cm · 243Cm · 243mCm · 244Cm · 244mCm · 245Cm · 245mCm · 246Cm · 247Cm · 248Cm · 249Cm · 249mCm · 250Cm · 251Cm · 252Cm